# Ять

Буква ять в прямом шрифте, курсиве и полууставе

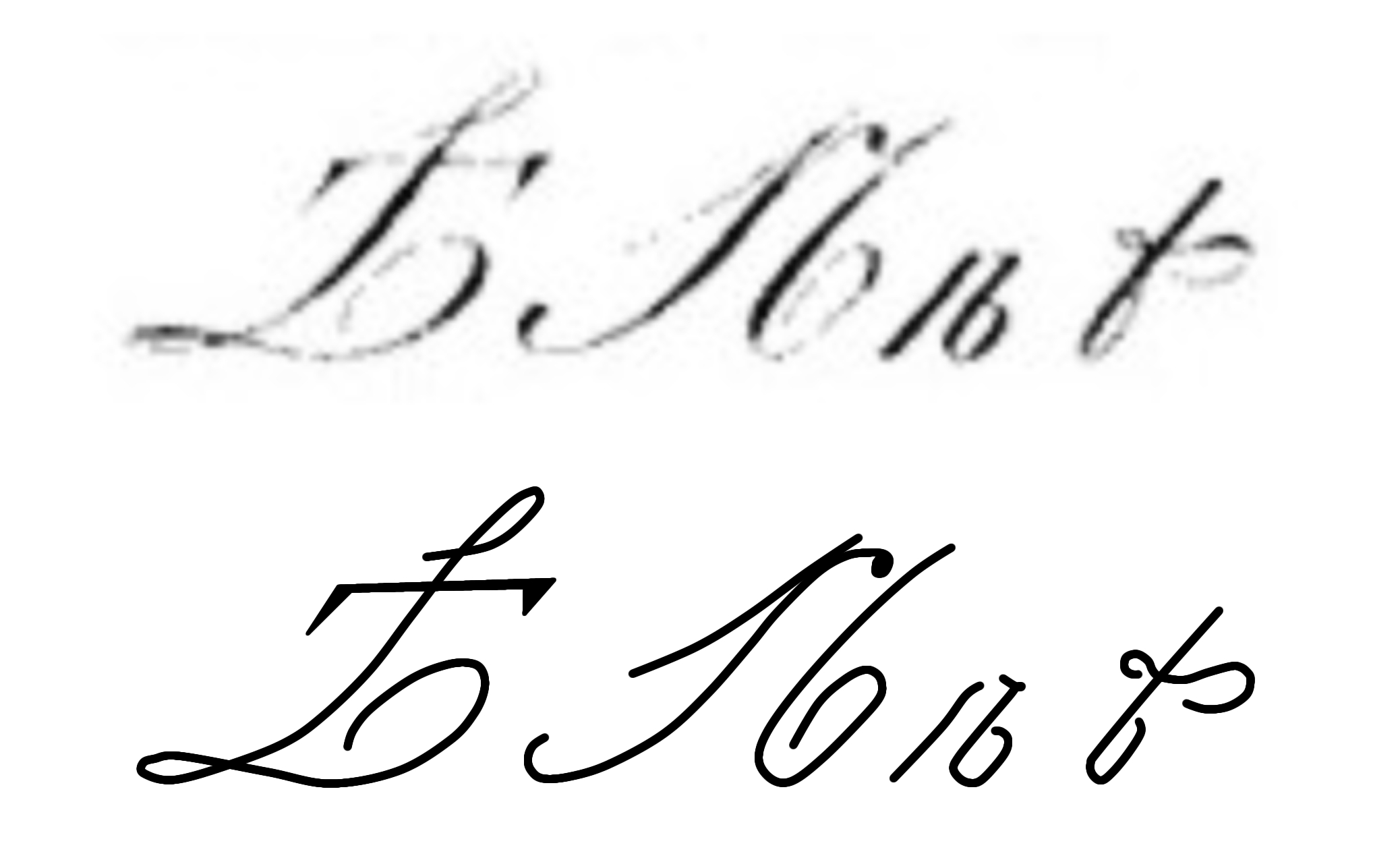
Рукописная буква ять

Ѣ, ѣ (название: ять, имя существительное мужского рода) — буква исторической кириллицы и глаголицы, ныне употребляемая в церковнославянском языке, русской и болгарской дореформенных орфографиях.
В старославянском обозначает долгий гласный [æː] (примечательно, что в глаголице нет отдельной буквы, соответствующей йотированному азу (Ꙗ), так что кириллические написания ꙗзва, ꙗрость, ꙗсли передаются там с начальным ятем; так же объясняется и название буквы: предполагают, что ст.‑слав. ѣть есть искажённое ѣдь (ѣдь) «еда», ср. с русским снедь). В древнерусском языке обозначает звук, похожий на долгий [ěː] или дифтонг [ieː]. В кириллице ять обычно считается 32-й буквой (занимает в алфавите место после буквы Ь) и выглядит как , в глаголице по счёту 33-й, выглядит как ; числового значения не имеет.
Праславянский звук /ѣ/ происходит от индоевропейского долгого «е»; кроме того, в /ѣ/ перешли индоевропейские дифтонги oi̯, ai̯ (*stoloi̯ > столѣ, *genai̯ > женѣ) (см. Монофтонгизация дифтонгов в праславянском языке).
В древнерусском языке X—XI веков были сверхкраткий ерь, краткий [е] и долгий ѣ [ě]. Они отличались не только по долготе, но и качественно. Звук [ě], писавшийся как ѣ, был гласным средне-верхнего подъёма, а краткий [е], писавшийся как е, и сверхкраткий ерь (ь), возникший из праиндоевропейского краткого [i], были гласными среднего подъёма.
В составе алфавита русского языка в России ять оставался во всеобщем употреблении вплоть до реформы русской орфографии в 1918 году, хотя уже в XVIII веке его произношение, по свидетельству современников, почти не отличалось от произношения гласной Е, но, в отличие от последней, исторический ять в русском языке под ударением, как правило, не переходит в произношении в «о» (кроме нескольких исключений) и не чередуется с нулём звука.
В прошлом ять употреблялся также в болгарском языке (до 1945 г.), в разных орфографиях украинского языка (в частности, этимологическая максимовичевка), в кириллической орфографии румынского языка.
В настоящее время использование ятя активно внедряется в русинской Википедии, где поддерживается консервативная междиалектная орфография, использовавшаяся в печати до конца 2-й мировой войны, однако этот знак не используется ни в одной из современных академических орфографий русинского языка (лемковской, пряшевской и бачванской), основанных на региональных диалектах.
В одном из древнейших кириллических памятников, «Изборнике Святослава 1073 года», в небольшом числе встречается также особая буква «йотированный ять».

## Форма буквы

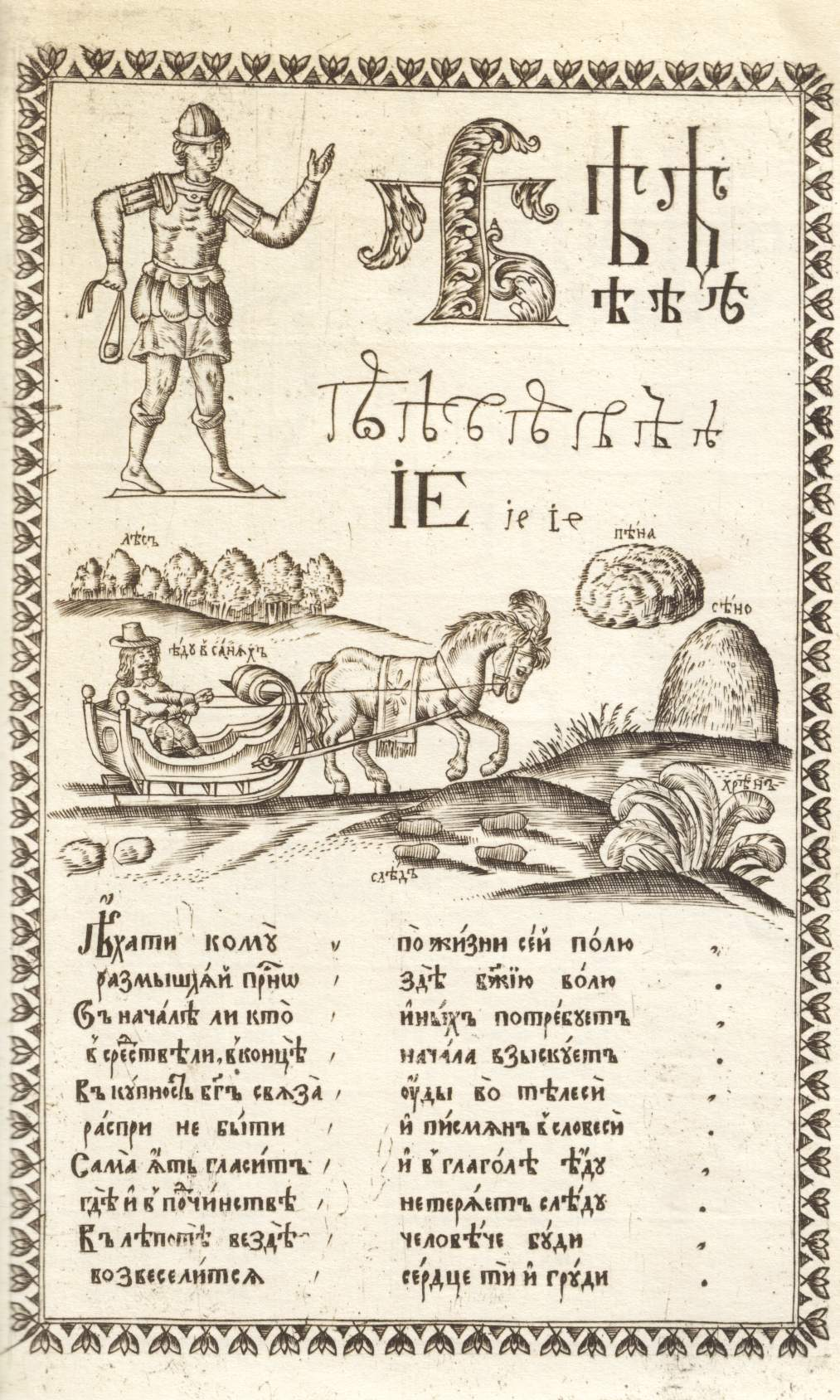
Страница из букваря Кариона Истомина, 1696

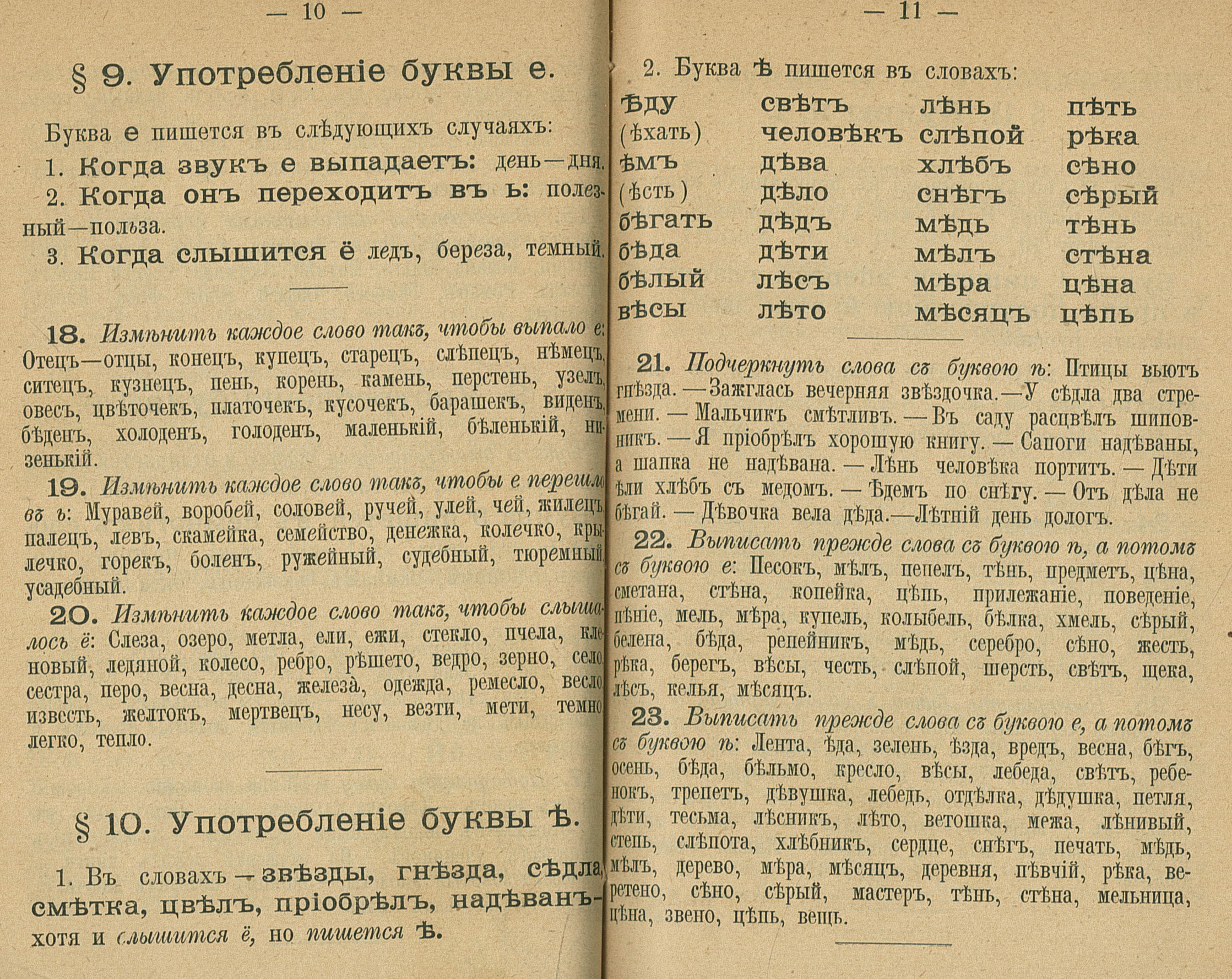
Параграфы, посвящённые правилам написания букв «е» и «ѣ», в учебнике П. Барышникова для начальных школ («Краткие сведения из русской грамматики и важнейших правил орфографии», М., 1899)

Происхождение глаголической формы ятя удовлетворительного объяснения не имеет (основные версии: видоизменённая заглавная альфа (Α) либо какие-то лигатуры), кириллической тоже (обычно указывают на связи с кириллическим Ь и Ⰰ (крестообразной глаголической формой буквы А)). В древнейших кириллических надписях (особенно сербского происхождения) встречается симметричное начертание ятя в виде Δ под перевёрнутой Т или под крестиком. В дальнейшем наиболее распространилась стандартная форма Ѣ; порой горизонтальная перечёркивающая черта получала слева очень длинную засечку, а отрезки вправо и вверх от пересечения сокращались и могли вообще исчезать; предельной формой этого изменения было начертание ѣ, внешне похожее на слитное ГЬ, ставшее в XIX−XX веках основным в рукописных и курсивных шрифтах, но иногда встречавшееся и в прямом шрифте, особенно в заголовках, плакатах и т. п. Если же ГЬ-образная буква встречается в средневековом тексте, то это может оказаться как ять, так и ер (Ъ).

## История звукового содержания буквы Ѣ
Вопрос о звучании ятя в праславянском языке остаётся  дискуссионным. Учёных до известной степени ставит в тупик широкий диапазон звуков, в которые перешёл ять в славянских языках, — от [ӓ] до [i]. Основоположник славянского сравнительного языкознания А. Х. Востоков затруднялся определить точное звучание ятя; Ф. И. Буслаев видел в нём простое долгое «e», но сторонники этой теории оказались немногочисленны; Ф. Ф. Фортунатов видел в нём дифтонг ie, Педерсен — широкий монофтонг [ӓ], тогда как другие учёные — открытый дифтонг типа ia. В. В. Колесов считал, что фонема изменяла своё произношение, потому что в языках, заимствовавших древнерусские слова, она сначала передавалась как нижний [ä] или как долгий звук [ää], а затем как узкий [ie] или [ê]. Наконец, существует мнение, что этот звук произносился разнообразно в разных диалектах и даже внутри одного диалекта, например, на месте бывшего индоевропейского долгого e и бывших дифтонгов. Отмечают, в частности, что латинское название овоща rapa перешло в праславянский язык и из него в современные славянские языки в форме рѣпа. В ряде древнейших финских заимствований из русского ять также передаётся через ӓ, ӓӓ (что, впрочем, может отражать уже особенности говора новгородских словен). Однако в древнерусском языке, видимо, ять уже в древности стал произноситься закрыто, то есть близко к нашему современному Е, отчего он и совпал со временем либо с Е, либо с І (например, в украинском языке, в новгородских говорах). В московском говоре, ставшем нормативным, ять выговаривали как [ieː].
- В русском языке ять по звучанию совпал с «е» (рус. «хлеб», «хлебный»), однако, в отличие от «е», под ударением очень редко переходил в «о» («ё») (среди таких исключений — слова звѣ́зды, цвѣлъ (от цвѣсти) и др., см. в иллюстрации);
- в украинском — с i (хліб, хлібний);
- в болгарском — c я (хляб) или е (хлебен);
- в сербскохорватском — по-разному, в зависимости от диалекта, что отражается и на письме (хлеб — хљеб — хлиб; первый вариант является основным в Сербии, второй — в Хорватии и Черногории, третий не считается литературным);
- в польском ять переходит в a перед t, d, n, s, z, ł, r и в e во всех остальных случаях (также происходит смягчение предшествующего согласного). Но если согласные ł, n, t, d, s, z, r изменяются и становятся мягкими или шипящими, то вместо a пишется и произносится e: biały : bielić, wiara : wierzyć, źrebię, brzeg, miesiąc, las : leśny, lato : letni, świeca.

Однако на письме ять сохранялся и после этого слияния:
- в Сербии ять («јат») исчез с переходом на «вуковицу» в первой половине XIX века;
- в Черногории этот новый алфавит был принят в 1863 году;
- в России ять был упразднён реформами 1917—1918 годов;
- в Болгарии ять («е двойно») отменялся дважды: сначала в 1921 году, но после июньского переворота 1923 года старое правописание mutatis mutandis было возвращено; а потом и окончательно в 1945 году.

В украинской письменности, в XIX — начале XX века, ять встречался только в нескольких ранних вариантах (в системе Максимовича его писали этимологически, то есть почти в тех же местах, где и в русском, но читали как i; а в так называемой «ерыжке», кодирующей украинское произношение посредством букв русского алфавита, ять после согласных обозначал смягчающее е (синѣ море, сейчас пишут синє море), а в начале слов и после гласных соответствовал нынешним йотированным ї или (реже) є.
Особое применение имел ять в средневековой боснийской письменности (босанчице): там он обозначал либо звук [й], либо, ставясь перед Н и Л, мягкость этих согласных (в той же функции, как итальянское G в сочетаниях gn и gl); при этом ять был взаимозаменяемым с близкой по форме буквой дервь (Ћ).

## Исчезновение Ѣ из русского произношения и письма
Замѣшу посѣвъ въ мѣрило, 

Ѣду грѣхъ исповѣдать. 

Мѣдь, желѣзо всѣхъ плѣнило, 

Днѣпръ, Днѣстръ посѣщать. 

Пріобрѣлъ, расцвѣлъ, загнѣдка, 

Вѣсъ, апрѣль, успѣхъ, сѣдло, 

Зрѣть, прорѣха, вѣха, рѣдко, 

Мѣтко вѣстовать сосѣдка 

Крѣпокъ, спѣлъ орѣхъ зѣло…

Бѣсы, сѣни, цѣпи, вѣжа, 

Лѣвый, нѣкій, прѣсный, цѣлъ. 

Дѣти-свѣтъ! Болѣйте рѣже! 

Печенѣгъ плѣнять умѣлъ…

Фрагмент азбуки, посвящённый букве Ѣ, 1903 г.

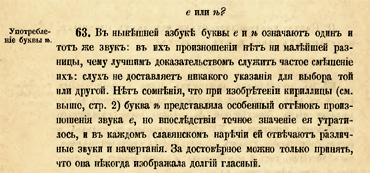
Параграф из книги Я. К. Грота «Русское правописание», посвящённый букве ять

В текстах XVII века ять иногда смешивается с Е в безударном положении, но никогда — под ударением. Безоговорочное сохранение ятя после петровской реформы азбуки 1708 года указывает, что выговор букв Е и Ѣ тогда ещё оставался различимым. Современник и ровесник Петра, Фёдор Поликарпов, пишет, что Ѣ «издаёт глас» «ье и прочая по своему свойству». Далее он отмечает, что буква была введена для обозначения «тончайшего от письмя <буквы> е произношения» и что она обозначает дифтонг «ие»: «тако е последи положено, а i под ним мало отделено и связано сицевым образом: ie».
Однако в XVIII веке произношение ятя стремительно сближалось с произношением буквы «е», и уже В. К. Тредиаковский впервые предложил упразднить эту букву за ненадобностью. Ему возражал М. В. Ломоносов, указывая, что «буквы Е и Ѣ в просторечии едва имеют чувствительную разность, которую в чтении весьма явственно слух разделяет и требует <…> в Е дебелости, в Ѣ тонкости». Д. И. Языков, родившийся через 8 лет после смерти Ломоносова, уже не видел в произношении двух букв никакой разницы. Он писал: «Буква „ѣ“, потеряв настоящий свой выговор, походит на древний камень, не у места лежащий, о который все спотыкаются и не относят его в сторону затем только, что он древний и некогда нужен был для здания».
В 1831 году основоположник российского языкознания А. Х. Востоков отмечает в своей «Русской грамматике», что буква ѣ «произносится ныне в Русском языке совершенно сходно с буквою е». В 1885 году Грот также констатирует в «Русском правописании»: «в их произношении нет ни малейшей разницы». Тем не менее в элите, по всей видимости, особое произношение ятя сохранялось дольше, так как В. Шульгин, говоря о произношении Николая II, отмечает, что «он мало выговаривал „ѣ“, почему последнее слово крепла звучало не как „крѣпла“, a почти как „крепла“». Наконец, в некоторых архаичных диалектах русского языка специфический оттенок звука «е» на месте прежнего ятя сохраняется в подударных слогах до сих пор.
Сохранилось предание, что Николай I обдумывал, не стоит ли упразднить эту букву, но был остановлен замечанием Николая Греча, ответившего на его вопрос о назначении буквы: «Это знак отличия грамотных от неграмотных». Критически настроенный по отношению к Николаю I эмигрант Иван Головин писал в 1845 году: «Он [Николай I] настолько неграмотен, что пишет „мне“ без ятя. Это равносильно тому, чтобы писать по-французски Nicolas без s. <…> Поразительно, что ни один русский автор не вздумал до сих пор отменить эту злосчастную букву для того хотя бы, чтобы засвидетельствовать своё почтение государю». Проект реформы орфографии 1911 года, выработанный Императорской Академией наук, был законсервирован высочайшим повелением Николая II. Буква ять осталась на время кошмаром русских школьников: от трудности усвоения длинного списка слов, несмотря на запоминание мнемонических стихов, очевидно, и появилась поговорка «выучить на ять».
Реформа орфографии была объявлена несколькими циркулярами Временного правительства летом 1917 года (на новое правописание с начала учебного года переводилась школа), подтверждёнными декретом советской власти от 23 декабря 1917 года; делопроизводство и пресса на новое правописание были переведены декретом «О введении новой орфографии», принятым 10 октября 1918 года.
В обыденном же сознании реформа (и упразднение ятя, как самый яркий её пункт) прочно соединилась с делами большевиков, так что буква ѣ стала чуть ли не символом белой интеллигенции (фактически среди сторонников её упразднения, участвовавших в разработке проекта 1911 г., было немало представителей правых академических кругов, в том числе член Союза русского народа академик А. И. Соболевский). Эмигрантские издания (кроме троцкистских и т. п.) в подавляющем большинстве печатались по-старому вплоть до Второй мировой войны, а небольшая часть их сохраняет дореформенную орфографию и после неё, вплоть до конца XX века (особенно в книгах церковных издательств).
По мнению критиков реформы, упразднение буквы ять нанесло определённый ущерб удобочитаемости русского текста:
- ять был одной из немногих букв, графически разбивающих монотонность строки;
- с упразднением ятя стали омонимами многие слова от разных корней с Е и Ѣ: ѣсть («принимать пищу») и есть (ед. ч. 3-е лицо глагола «быть»), лечу (по воздуху) и лѣчу (людей), синѣ́е и си́нее, вѣ́дѣніе и веде́ніе, и т. п.; частично эти совпадения компенсируются расстановкой (при необходимости) ударений и точек над Ё: всѣ «все» — все «всё».

## Буква Ѣ ныне

### Русский язык

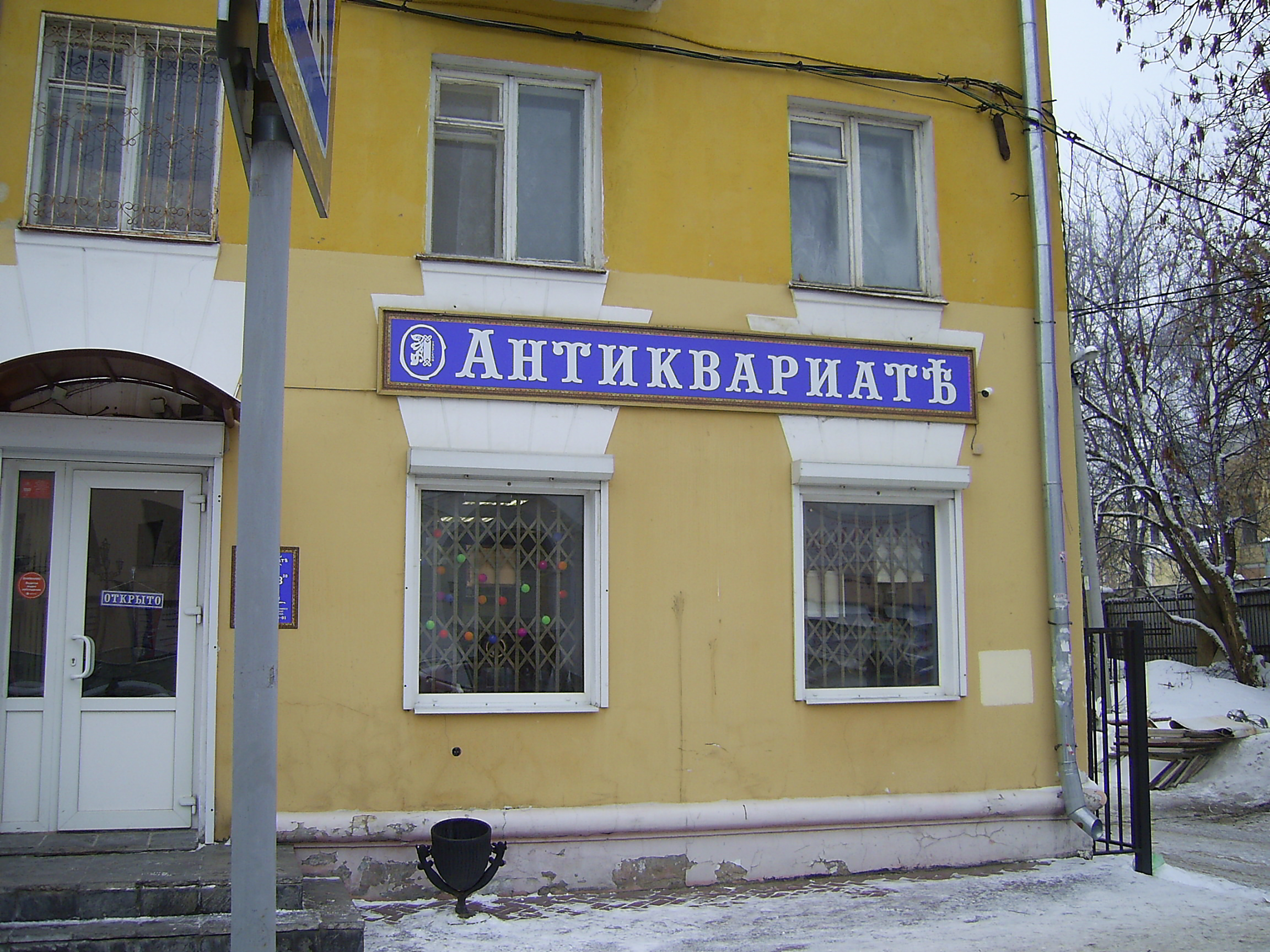
Пример неграмотного использования ятя в России

После распада СССР (1991 г.) в идеологии и культуре обозначилась определённая тенденция возвращение утраченного после революции. Ять, конечный ер и тому подобные черты прежнего правописания нередко всё ещё употребляются в фирменных названиях коммерческих предприятий и в рекламе, но часто неграмотно (в частности, нередким в таких текстах является написание ятя в конце слова, где по дореформенной орфографии должен быть ер, при этом буква Е на Ѣ обычно не заменяется, как и не соблюдаются другие правила прежней орфографии, например, хлебѣ вместо правильного хлѣбъ или антиквариатѣ вместо антикваріатъ). Возникают предложения возродить дореволюционную орфографию, издаются книги, напечатанные в дореформенной орфографии, и справочники, излагающие её правила. Сторонники называют ять «самой русской буквой», «белой лебедью» русской азбуки (Шумских, 1998). Кроме того, ять предлагался как один из вариантов знака рубля.

### Болгарский язык

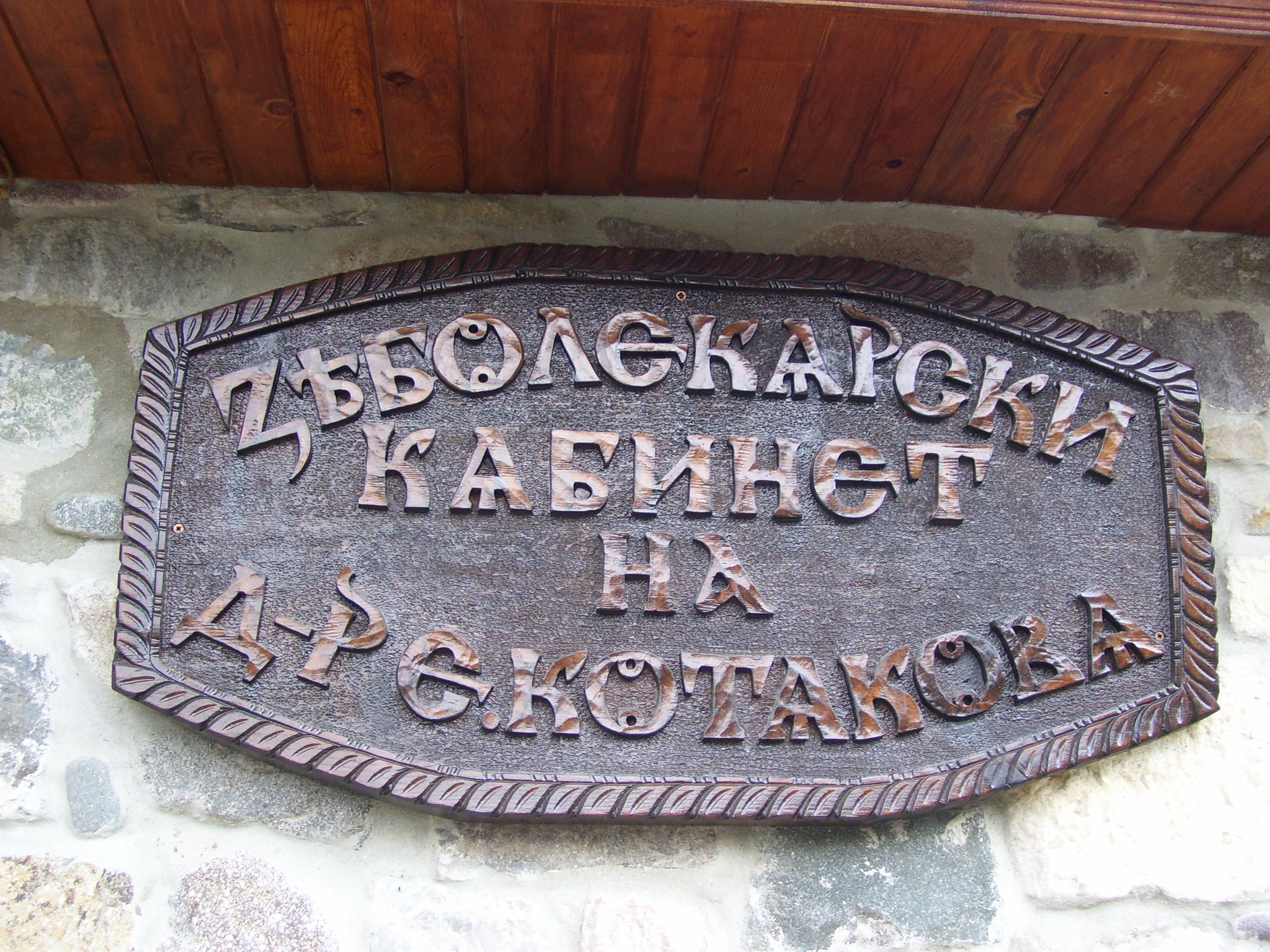
Пример неграмотного использования ятя в Болгарии

После языковых реформ вместо Ѣ в различных словах стали писаться Я либо Е. Имеет место различие в произнесении ятя в разных болгарских диалектах: в Западной Болгарии на месте Ѣ всегда произносится Е, в Восточной Болгарии — как Е, так и Я. В современной Болгарии букву ять, так же как в России, иногда используют на различных вывесках под старину, и, так же как в России, зачастую делают это неграмотно.

## Правила употребления буквы Ѣ в дореформенной русской орфографии
Бѣлый, блѣдный, бѣдный бѣсъ

Убѣжалъ голодный въ лѣсъ.

Лѣшимъ по лѣсу онъ бѣгалъ,

Рѣдькой съ хрѣномъ пообѣдалъ

И за горькій тотъ обѣдъ

Далъ обѣтъ надѣлать бѣдъ.

Вѣдай, братъ, что клѣть и клѣтка,

Рѣшето, рѣшетка, сѣтка,

Вѣжа и желѣзо съ ять, —

Такъ и надобно писать.

Наши вѣки и рѣсницы

Защищаютъ глазъ зѣницы,

Вѣки жмуритъ цѣлый вѣкъ

Ночью каждый человѣкъ…

Вѣтеръ вѣтки поломалъ,

Нѣмецъ вѣники связалъ,

Свѣсилъ вѣрно при промѣнѣ,

За двѣ гривны продалъ въ Вѣнѣ.

Днѣпръ и Днѣстръ, какъ всѣмъ извѣстно,

Двѣ рѣки въ сосѣдствѣ тѣсномъ,

Дѣлитъ области ихъ Бугъ,

Рѣжетъ съ сѣвера на югъ.

Кто тамъ гнѣвно свирѣпѣетъ?

Крѣпко сѣтовать такъ смѣетъ?

Надо мирно споръ рѣшить

И другъ друга убѣдить…

Птичьи гнѣзда грѣхъ зорить,

Грѣхъ напрасно хлѣбъ сорить,

Надъ калѣкой грѣхъ смѣяться,

Надъ увѣчнымъ издѣваться…
Буква Ѣ писалась:
- в суффиксе сравнительной и превосходной степени прилагательных и наречий -ѣе (-ѣй), -ѣйшій: сильнѣе, сильнѣй, сильнѣйшій, сильнѣйше (но не в качестве конечной буквы: глубже, лучше, крѣпче, дешевле, за исключением сокращённых форм болѣ, менѣ, долѣ, тяжелѣ);
- в дательном и предложном падежах единственного числа существительных: о столѣ, (объ) Аннѣ, о морѣ, о счастьѣ (а также о счастіи), но ни в коем случае в именительном и винительном падежах (иде(ё)мъ (гдѣ?) въ морѣ, но иде(ё)мъ (куда?) въ море);
- в трёх формах личных местоимений: мнѣ, тебѣ, себѣ;
- в творительном падеже местоимений кѣмъ, чѣмъ (но в предложном — о чемъ), тѣмъ, всѣмъ (но в предложном — обо всемъ), а также во всех падежах множественного числа местоимений тѣ и всѣ (написание все означает «всё»);
- в местоимении множественного числа женского рода онѣ;
- в числительном двѣ и в производных от него: двѣсти, двѣнадцатый;
- во всех падежах множественного числа женского рода числительных однѣ и обѣ: однѣхъ, однѣмъ, однѣми, обѣихъ, обѣимъ, обѣими;
- в приставке нѣ- неопределённого (а не отрицательного) значения: нѣкто, нѣчто, нѣкій, нѣсколько, нѣкогда (в значении «неведомо когда», а отрицательное некогда = «нет времени»), нѣкоторый и проч.;
- в наречиях и предлогах гдѣ, внѣ, здѣсь, нынѣ, послѣ, кромѣ, развѣ, вездѣ, возлѣ, подлѣ, доколѣ, отколѣ, доселѣ, отселѣ, индѣ, зѣло и в производных от них: нынѣшній, кромѣшный, здѣшній, извнѣ и т. п.;
- в сложных предлогах и наречиях, образованных от существительных, падеж которых требовал Ѣ: вмѣстѣ, вродѣ, вдалекѣ, вдвойнѣ и т. п.;
- в глаголах пишется -ѣть (четыре исключения: переть(ся), тереть(ся), мереть, простереть(ся) и приставочные образования от них): имѣть, хотѣть, смотрѣть, болѣть, краснѣть и т. п.; этот ять сохраняется при спряжении и словообразовании: имѣть — имѣю — имѣлъ — имѣя — имѣвшій — имѣніе;
  - но в формах прилагательных вроде виденъ или боленъ пишется е, так как в них вместо глагольного суффикса -ѣ- выступает суффикс прилагательных -ен- с беглой е (видна, больна);
  - аналогичным образом не через ять пишутся образования вроде ясновидецъ, сидень (проверяются формами с беглой гласной: ясновидца, сиднем);
  - в существительных бывает как -ѣніе, так и -еніе, причём ять пишется только в случае образования от глагола на -ѣть (потемнѣть — потемнѣніе, но затемнить — затемненіе);
- примерно в сотне отдельных корней, список которых надлежало помнить (перечислены в статье «Ять в дореформенной русской орфографии»), для чего школьниками использовались специфические вирши.

В некоторых случаях использовались более или менее общие правила: так, ять почти никогда не писали в неславянских корнях, при наличии проверочного слова с «ё» (медовый — мёдъ) и в качестве беглой гласной (ленъ — льна).

### Сравнение с другими славянскими языками
Есть простой способ проверить, где нужно писать ѣ, даже без знания правил. Если буква Е русского слова в переводе на украинский язык меняется на i, значит в дореволюционной орфографии, скорее всего, писался ѣ. Например: білий — бѣлый, каліка — калѣка. Однако Е в закрытом слоге также переходило в і: камінь — камень, піч — печь. В южных памятниках древнерусского языка зафиксированы случаи написания ѣ в этой позиции — так называемый «новый ять». Проверяется наличием чередования: в открытом слоге восстанавливается этимологический е (каменя, печі), тогда как і из этимологического ѣ сохраняется.
В польском правописании бывшему ятю соответствуют сочетания букв ia или ie: biały — бѣлый, bielić — бѣлить; miejsce — мѣсто, miasto — город. По этой причине до революции в польских именах собственных ie передавалось через ѣ: Sierakowski — Сѣраковскій.
В чешском языке ятю соответствует буква Ě.
В говорах и в вариантах литературных норм сербскохорватского языка с иекавским типом произношения ятю соответствует буквосочетание ije / je: bijela — бѣлая, mlijeko — молоко (млѣко), mjesto — мѣсто и т. д.
В украинском языке «ять» перешёл в і. На рубеже XIX—XX вв. в желеховке на месте бывшего «ять» последовательно употреблялась буква ї (обозначавшая йотированный или смягчающий вариант і). Однако в большинстве украинских диалектов различие между «бывшим ять» и другими случаями «і» в произношении было утрачено, поэтому уже в орфографии Гринченко ї была заменена на і во всех случаях, когда она не была йотированной. В эмиграции, где «желеховка» местами сохранялась и в 1930-е гг., ї употреблялась непоследовательно.
В сербском, хорватском, боснийском и черногорском языках бывшая «ять» развивалась несколькими способами:
1. экавица (стандартный сербский в Сербии) — перешла в «е»
2. иекавица (стандартный хорватский, черногорский, боснийский, сербский в Республике Сербской) — перешла, в зависимости от позиции, в je/ije (в редких, особых случаях в е)
3. икавица (диалекты хорватского) — перешла в основном в i

## Правила употребления ятя в церковнославянской орфографии
Церковнославянская орфография (новоцерковнославянский русского извода) близка к дореволюционной русской (список корней с ятем практически один и тот же), однако в окончаниях часто ять используется в неожиданных для непривычного человека местах, например:
- в местном падеже множественного числа основы на -о (твёрдый вариант) и по её образцу — в словах основы на твёрдый согласный: въ селѣхъ, на небесѣхъ;
- в твёрдом склонении прилагательных, как кратких: къ мудрѣ женѣ, въ чистѣ поли, так и полных: къ мудрѣй женѣ, на чермнѣмъ мори (иногда в текстах, особенно новосоставленных, в этих случаях попадаются и формы с -ой, -омъ, но они считаются нежелательными русизмами);
- в двойственном числе глаголов на ять оканчиваются формы женского рода, а мужского — на -а: несева/несевѣ («мы вдвоём несём»), несета/несетѣ («вы вдвоём несёте», «они вдвоём несут»), несохова/несоховѣ («мы вдвоём несли»), несоста/несостѣ («вы вдвоём несли», «они вдвоём несли») и т. п.

В некоторых случаях на месте русского ятя в церковнославянских формах пишется (и произносится) И: въ мори, на краи, къ земли, къ юноши или Ꙗ: ꙗсти («ѣсть»).
В отличие от русского, в некоторых словоформах глагола «реку́» («рещи́») в церковнославянском пишется ять (например, азъ рѣхъ); в русском, кроме слова «рѣчь» (и непосредственных производных от него), в словах с этим корнем (до реформы 1918 года) всегда писалась буква Е.
В стандартном (московском) чтении церковнославянского текста ять тождествен с Е, однако на периферии возможны варианты, отражающие влияние местного языка: так, в украинской церковной традиции оно читается [и] (в австро-венгерских и позднейших венгерских и чехословацких изданиях церковнославянских текстов латиницей Ѣ регулярно обозначался буквой I).
В современных глаголических изводах церковнославянского (хорватском и чешском) Ѣ в начале слов и после гласных обозначает звук [ja] («йа»).
.

## Правила употребления Ѣ в болгарской дореформенной орфографии
Употребление буквы Ѣ в болгарской дореформенной орфографии значительно отличается от русской. Часть корней совпадает по употреблению Ѣ, часть не совпадает. Так, например заповѣдь, завѣтъ, замѣна — совпадают, но слова брѣгъ, млѣко в русском языке писались через «е» (хотя в славянском языке раннего периода (XII в.) такие формы были). Буква ѣ временно отменялась с 1921 по 1923 годы, с 1923 года её употребление было изменено в сторону упрощения, с 1946 года полностью отменено вместе со старой орфографией.

## Буква Ѣ в румынской кириллице
В кириллическом алфавите румынского языка буква Ѣ обозначала дифтонг ea и употреблялась вплоть до перехода на латинский алфавит в середине XIX в. В Бессарабии использовалась в религиозных текстах вплоть до 1918 года. В текстах светского происхождения, напечатанных гражданским шрифтом, в подавляющем большинстве случаев вместо ятя употреблялась буква Я.

## Таблица кодов
В стандартных 8-битовых кодировках ять не представлен. В Юникоде буква находится в блоке Кириллица (англ. Cyrillic) под шестнадцатеричным кодом 0462 для заглавной и 0463 для строчной буквы и присутствует в стандарте с самой первой версии.
В HTML мнемонический код отсутствует, букву можно вывести на экран только с помощью кода в стандарте Юникод. Заглавную букву можно записать как &#1122; или &#x462;, а строчную — как &#1123; или &#x463;.
Для написания ятя в текстовом редакторе Word, удерживая клавишу Alt, следует набрать на цифровой клавиатуре 1122 для прописной и 1123 для строчной буквы.

### Руководства
- Белосоколов А. П. Буква Ѣ: руководство к употреблению этой буквы в письме (со списком слов). — СПб.: тип. Х. Гинце, 1847.
- Буква Ѣ и знаки препинания: Руководство к употреблению буквы Ѣ и знаков препинания (со списком слов) (PDF). — СПб.: тип Ю. Штауфа, 1858.

### Другое
- Александров А. Полный русско-английский словарь. — 5-е изд. — СПб., 1909. (Репринт в Германии ок. 1960.)
- Булич С. К. Ять // Энциклопедический словарь Брокгауза и Ефрона : в 86 т. (82 т. и 4 доп.). — СПб., 1890—1907.
- Буслаев Ф. Историческая грамматика русскаго языка. — 4-е изд. — М.: изд. братьев Салаевых, 1875.
- Востоков А. Сокращённая русская грамматика. — 4-е изд. — М.: в универс. типогр., 1843. (Существует репринт.)
- Григорьева Т. М. Русское письмо: от реформы графики к реформе орфографии. — Красноярск: издательство КГУ, 1996.
- Грот Я. К. Русское правописание. — 11-е изд. — СПб.: Имп. АН, 1894.
- Ломоносов М. В. Российская грамматика. — СПб.: Имп. АН, 1755.
- Смирновский П. В. Учебник русской грамматики. Часть 1. Этимология. — 26-е изд., стереотип. — 1915.
- Успенский Л. В. По закону буквы. — М.: Молодая гвардия, 1975.
- Чернышев К. В. Грамматика русскаго языка. — СПб., 1910.
- Церковнославянская грамота / Отв. ред. Шумских Н. Н. — СПб., 1998.